# بيدنكوبف
بيدنكبف (بالألمانية: Biedenkopf) هي بلدة، Luftkurort، مدينة و بلدة ألمانية تقع في ألمانيا في Marburg-Biedenkopf.

## المدن التوأمة
مدن نويشتات أن در أورلا، لا شاريتيه سور لوار و كوجوليتو هي مدن توأمة لـبيدنكبف.

## أعلام
- باول ويل
- إريك شنايدر
- هانس خواكيم شنايدر
- جيرهارد باول
- فيليب ماركس